# Opius casparianus
Opius casparianus är en stekelart som beskrevs av Fischer 1979. Opius casparianus ingår i släktet Opius och familjen bracksteklar. Inga underarter finns listade i Catalogue of Life.